# Bahnstrecke Rendsburg–Husum
| Ehemaliges Bahngelände mit dem Empfangsgebäude in Fockbek |                         |                                                 |                                                 |
| Streckennummer (DB): | 1012                    |                                                 |                                                 |
| Kursbuchstrecke (DB): | ex 132, ex 113e         |                                                 |                                                 |
| Kursbuchstrecke: | 102d (1934) 113e (1946) |                                                 |                                                 |
| Streckenlänge: | 50,1 km                 |                                                 |                                                 |
| Spurweite: | 1435 mm (Normalspur)    |                                                 |                                                 |
| |                         |                                                 |                                                 |
| \| \| \| von Westerland \| \| \| \| \| von Tönning (bis 1902) \| \| \| \| 49,09 \| Husum \| Husum \| \| \| \| nach Flensburg \| \| \| \| \| nach Jübek \| \| \| \| \| nach Elmshorn \| \| \| \| 45,95 \| Mildstedt \| Mildstedt \| \| \| 42,29 \| Rantrum \| Rantrum \| \| \| 36,44 \| Schwabstedt \| Schwabstedt \| \| \| \| Treene \| \| \| \| 31,04 \| Norderstapel \| Norderstapel \| \| \| \| Schleswiger Kreisbahn, Friedrichstadt–Schleswig \| \| \| \| 23,03 \| Erfde \| Erfde \| \| \| 17,42 \| Christiansholm \| Christiansholm \| \| \| 10,75 \| Hohn \| Hohn \| \| \| 7,38 \| Garlbek \| Garlbek \| \| \| 4,26 \| Fockbek \| Fockbek \| \| \| \| Infrastrukturgrenze DB InfraGO / AKN Eisenbahn \| \| \| \| \| Ende der Gleise \| \| \| \| \| Rendsburg-Seemühlen (in Planung) \| \| \| \| \| Industriestammgleis Rendsburg Nord \| \| \| \| \| Bahnbetriebswerk Rendsburg (Stadler) \| \| \| \| \| Rendsburg-Mastbrook (in Planung) \| \| \| \| \| Rendsburg Gymnasium Kronwerk (in Planung) \| \| \| \| \| Infrastrukturgrenze AKN Eisenbahn / DB InfraGO \| \| \| \| \| von Flensburg \| \| \| \| 0,34 \| Büdelsdorf[1] \| Büdelsdorf[1] \| \| \| \| nach Rendsburg-Obereider (1,5 km, nur GV)[2] \| \| \| \| \| Rendsburg \| \| \| \| \| nach Neumünster \| \| \| \| \| \| \| \| Quellen: [3] \| \| \| \| |                         |                                                 |                                                 |
| Strecke |                         | von Westerland                                  | von Westerland                                  |
| Abzweig geradeaus und ehemals von rechts |                         | von Tönning (bis 1902)                          | von Tönning (bis 1902)                          |
| Bahnhof | 49,09                   | Husum                                           | Husum                                           |
| Abzweig geradeaus und nach links |                         | nach Flensburg                                  | nach Flensburg                                  |
| Abzweig geradeaus und nach links |                         | nach Jübek                                      | nach Jübek                                      |
| Abzweig ehemals geradeaus und nach rechts |                         | nach Elmshorn                                   | nach Elmshorn                                   |
| Haltepunkt / Haltestelle (Strecke außer Betrieb) | 45,95                   | Mildstedt                                       | Mildstedt                                       |
| Haltepunkt / Haltestelle (Strecke außer Betrieb) | 42,29                   | Rantrum                                         | Rantrum                                         |
| Haltepunkt / Haltestelle (Strecke außer Betrieb) | 36,44                   | Schwabstedt                                     | Schwabstedt                                     |
| Brücke über Wasserlauf (Strecke außer Betrieb) |                         | Treene                                          | Treene                                          |
| Bahnhof (Strecke außer Betrieb) | 31,04                   | Norderstapel                                    | Norderstapel                                    |
| Kreuzung geradeaus unten (Strecken außer Betrieb) |                         | Schleswiger Kreisbahn, Friedrichstadt–Schleswig | Schleswiger Kreisbahn, Friedrichstadt–Schleswig |
| Bahnhof (Strecke außer Betrieb) | 23,03                   | Erfde                                           | Erfde                                           |
| Haltepunkt / Haltestelle (Strecke außer Betrieb) | 17,42                   | Christiansholm                                  | Christiansholm                                  |
| Bahnhof (Strecke außer Betrieb) | 10,75                   | Hohn                                            | Hohn                                            |
| Haltepunkt / Haltestelle (Strecke außer Betrieb) | 7,38                    | Garlbek                                         | Garlbek                                         |
| Haltepunkt / Haltestelle (Strecke außer Betrieb) | 4,26                    | Fockbek                                         | Fockbek                                         |
| Wechsel des Eisenbahninfrastrukturunternehmens (Strecke außer Betrieb) |                         | Infrastrukturgrenze DB InfraGO / AKN Eisenbahn  | Infrastrukturgrenze DB InfraGO / AKN Eisenbahn  |
| |                         | Ende der Gleise                                 |                                                 |
| ehemaliger Haltepunkt / Haltestelle |                         | Rendsburg-Seemühlen (in Planung)                | Rendsburg-Seemühlen (in Planung)                |
| Abzweig geradeaus und nach links |                         | Industriestammgleis Rendsburg Nord              | Industriestammgleis Rendsburg Nord              |
| Abzweig geradeaus und nach links |                         | Bahnbetriebswerk Rendsburg (Stadler)            | Bahnbetriebswerk Rendsburg (Stadler)            |
| ehemaliger Haltepunkt / Haltestelle |                         | Rendsburg-Mastbrook (in Planung)                | Rendsburg-Mastbrook (in Planung)                |
| ehemaliger Haltepunkt / Haltestelle |                         | Rendsburg Gymnasium Kronwerk (in Planung)       | Rendsburg Gymnasium Kronwerk (in Planung)       |
| Wechsel des Eisenbahninfrastrukturunternehmens |                         | Infrastrukturgrenze AKN Eisenbahn / DB InfraGO  | Infrastrukturgrenze AKN Eisenbahn / DB InfraGO  |
| Abzweig geradeaus und von links |                         | von Flensburg                                   | von Flensburg                                   |
| ehemaliger Bahnhof | 0,34                    | Büdelsdorf                                      | Büdelsdorf                                      |
| Abzweig geradeaus und ehemals nach links |                         | nach Rendsburg-Obereider (1,5 km, nur GV)       | nach Rendsburg-Obereider (1,5 km, nur GV)       |
| Bahnhof |                         | Rendsburg                                       | Rendsburg                                       |
| Strecke |                         | nach Neumünster                                 | nach Neumünster                                 |
| |                         |                                                 |                                                 |
| Quellen: |                         |                                                 |                                                 |

Die Bahnstrecke Rendsburg–Husum ist eine weitgehend stillgelegte Bahnstrecke in Schleswig-Holstein von Rendsburg über Erfde nach Husum.

## Geschichte

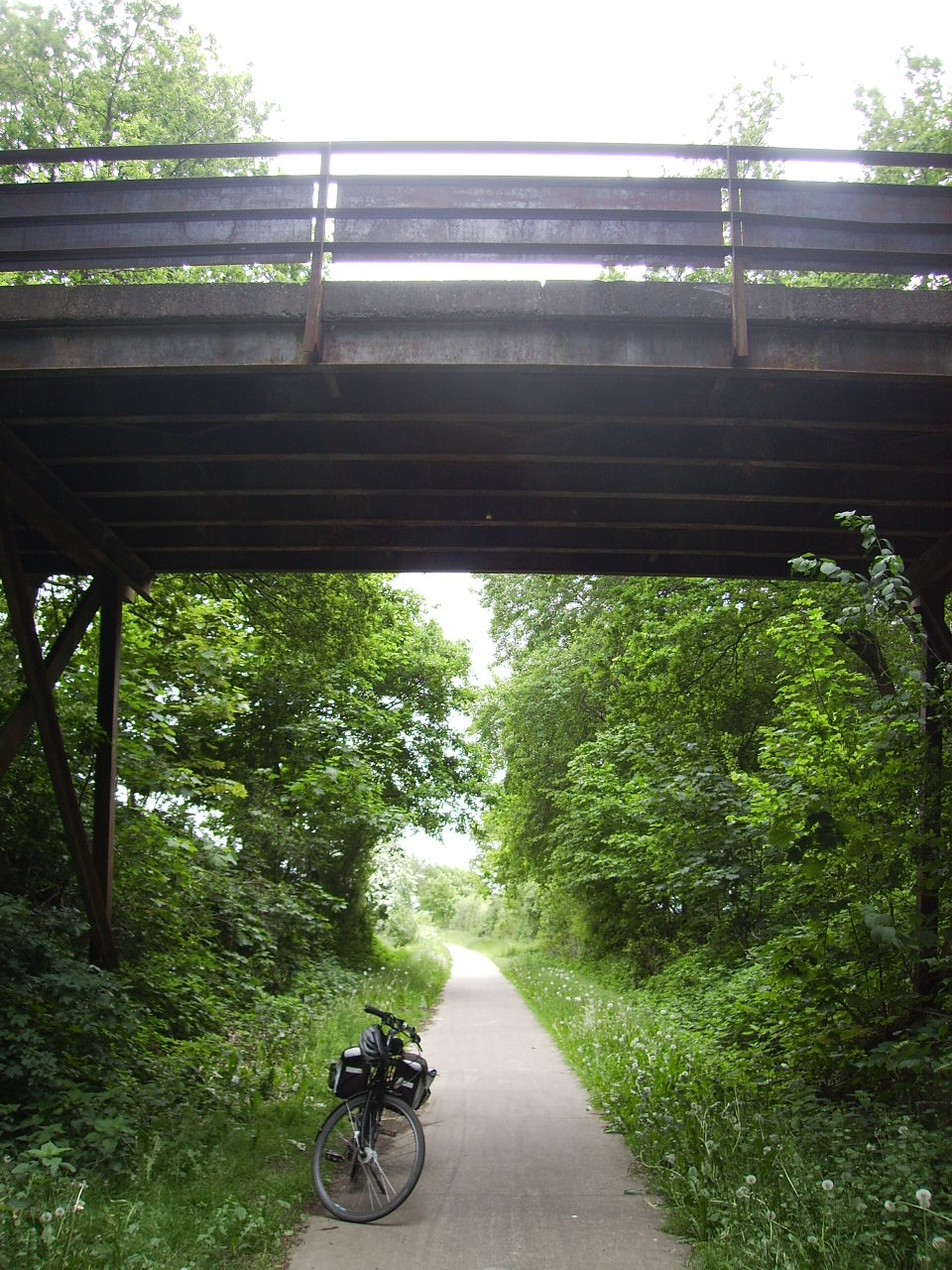
Alte Trasse bei Norderstapel, jetzt als Radweg genutzt. Auf der mittlerweile gesperrten Brücke querte ein Wirtschaftsweg die Trasse.

Die durch das weiträumige Niederungsgebiet entlang der Untereider führende Strecke wurde am 1. September 1910 eröffnet. In Norderstapel kreuzte bis 1934 die Strecke Schleswig–Friedrichstadt der Schleswiger Kreisbahn. Die Brückenlager dieser Querung in Norderstapel sind bis heute erhalten.
Ende der 1920er Jahre gab es durchgehende Personenzüge in der Relation Husum–Erfde–Rendsburg–Kiel. Die Fahrzeit betrug über drei Stunden. Ein schnelleres Zugpaar mit wenigen Unterwegshalten benötigte nur etwa zwei Stunden und 20 Minuten. 1959 befuhren Triebwagen die Strecke nach Rendsburg in rund 70 Minuten. Nahverkehrszüge der Relation Husum–Kiel wurden weiterhin über Erfde geführt, während Eilzüge bereits den Weg über Jübek nahmen. Es verkehrten täglich etwa acht Zugpaare.
Am 25. Mai 1974 wurde der Personenverkehr von Husum über Erfde nach Rendsburg eingestellt. Gleichzeitig wurde der Güterverkehr auf dem Teilstück zwischen Erfde und Hohn beendet. Die Strecke wurde dort anschließend zeitnah abgebaut. Aus der durchgehenden Verbindung wurden somit zwei Stichstrecken für den verbliebenen Güterverkehr Husum–Erfde sowie Rendsburg–Hohn. Diese wurden in den folgenden Jahrzehnten stückweise weiter verkürzt. Die Empfangsgebäude in Norderstapel und Christiansholm wurden jeweils kurz nach Einstellung des Personenverkehrs abgerissen. Die anderen verbliebenen Empfangsgebäude existieren noch als Wohngebäude.
Ein Grund für die Stilllegung soll der moorige Untergrund im Mittelteil der Strecke gewesen sein. Seitdem fahren alle Züge von Husum nach Kiel über Jübek, Schleswig und Rendsburg, was einen Umweg von etwa 12 Kilometer bedeutet.

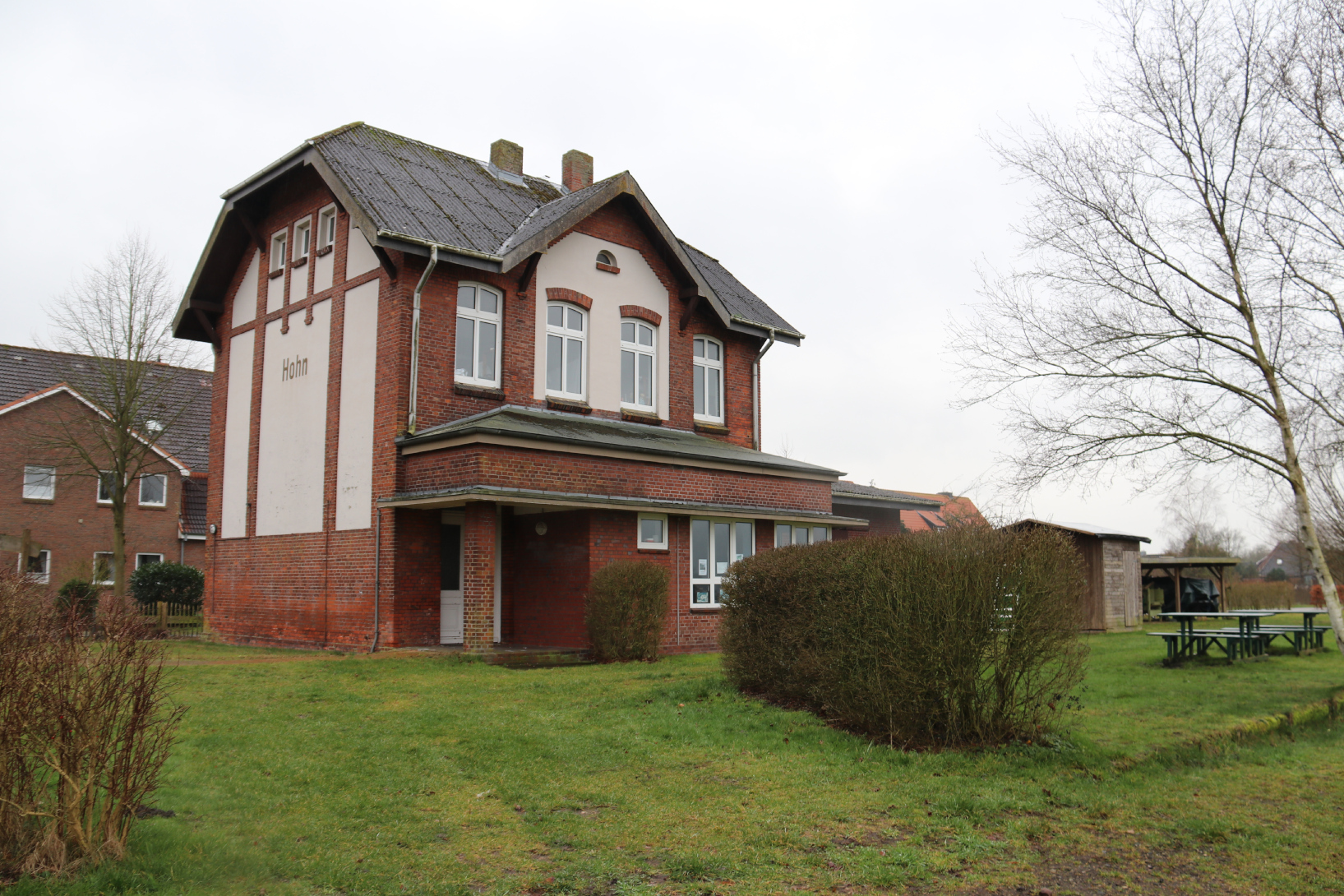
Ehemaliges Empfangsgebäude des Bahnhofs in Hohn, heute genutzt als Naturschutzzentrum

Die Strecke ist inzwischen größtenteils abgebaut. Am 28. Mai 1988 wurde der Güterverkehr zwischen Fockbek und Hohn eingestellt. Bis zum 1. Juli 1999 gab es noch Güterverkehr nach Fockbek, zuletzt als Bahnhofsgleis. Ein verbliebenes, etwa 2,5 Kilometer langes Reststück verbindet den Rendsburger Bahnhof mit einem nördlichen Industriegebiet und dient heute dem Anschluss des Betriebswerkes der Stadler Rail.
Von Husum gab es bis zum 24. September 1988 noch Güterverkehr bis Erfde, bis zum 27. Mai 1989 nach Schwabstedt und bis zum 22. Mai 1993 bis Mildstedt. Als Bahnhofsgleis gab es bis 2003 einen bescheidenen Güterverkehr zu einem Holzwerk in vorgenanntem Ort. Dort endete die Strecke an einem Prellbock. Bedienungsfahrten erfolgten durch die Privatbahn NVAG aus Niebüll. Nach Insolvenz der NVAG und Schließung des Holzwerks fand auf diesem Restabschnitt kein Schienenverkehr mehr statt. Heute ist von der Strecke nur ein kurzes Stück bis kurz vor der Stadtgrenze Husums erhalten, welches von der Nord-Ostsee-Bahn gelegentlich als Abstellgleis genutzt wurde. Der Verlauf der Strecke ist im Gelände teilweise gut zu erkennen. In Mildstedt stehen ein Signal und ein Radsatz in Höhe des ehemaligen Bahnhofs. Südöstlich von Schwabstedt ist die Brücke über die Treene erhalten.
Mitte 2008 kaufte die Stadt Rendsburg den etwa drei Kilometer langen östlichen Streckenabschnitt von der Anschlussweiche in Büdelsdorf (mittlerweile Teil des Bahnhofs Rendsburg) bis zur Stadtgrenze Fockbek von DB Netz (heute DB InfraGO), um den Anschluss des städtischen Industriestammgleises Rendsburg-Nord sicherzustellen. Schließlich übernahm die AKN Eisenbahn GmbH als Eisenbahninfrastrukturunternehmen zum 1. Oktober 2021 dieses Streckenstück, um den Anschluss des im Bau befindlichen Bahnbetriebswerkes Rendsburg zu gewährleisten.

## Planungen
Es bestehen Planungen, die Standzeit der neuen Regionalbahn-Linie in Rendsburg für eine Verlängerung über Rendsburg Gymnasium Kronwerk und Rendsburg-Mastbrook weiter bis Rendsburg-Seemühlen zu nutzen. Für die Reaktivierung werden Kosten in Höhe von 4 Millionen Euro veranschlagt. Nach den Prognosen würden 500 Fahrgäste pro Tag die Züge nutzen. Zusätzlich besteht eine weitere Option zur Verlängerung bis Fockbek. Dafür müsste die Strecke zwischen Rendsburg-Seemühlen und Fockbek wiederhergestellt werden. Vom 24. bis 26. August 2012, vom 24. bis 25. August 2013 und im August 2014 wurde sie von Rendsburg bis Seemühlen stündlich mit Sonderzügen zum Rendsburger Herbst befahren. Die Züge hielten dabei an provisorisch eingerichteten Haltestellen. Die Gesamtkosten für dieses Projekt würden etwa 380.000 Euro betragen, wovon die Stadt Rendsburg etwa 155.000 Euro tragen müsste. Die Industrie- und Handelskammer zu Kiel sieht die Wiederinbetriebnahme „mehr als zweifelnd“ und ist der Ansicht, eventuelle Finanzierungsmittel in den Straßenverkehr zu investieren. Eine Entscheidung über den Ausbau der Strecke, den das Land Schleswig-Holstein und die Stadt Rendsburg bezahlen müssten, ist bis 2015 nicht gefallen. Im November 2016 wurde die Verwaltung der Stadt Rendsburg durch den Bauausschuss beauftragt, offiziell ein Interesse an der Verlängerung der Regionalbahn nach Hohn zu bekunden. Der Eigenanteil der Stadt Rendsburg für die Wiederbelebung ist wesentlich geringer als die Mittel, die die Stadt bei einem Abbau oder einer Sanierung der Gleisanlagen ohne SPNV aufbringen müsste. Dieser Eigenanteil könnte durch einen Verkauf oder eine Verpachtung der Strecke an die AKN komplett gedeckt werden.
Nach der am 13. Februar 2020 veröffentlichten Information des Landesverkehrsminister, wird das Unternehmen Stadler Rail in Rendsburg die Akku-Triebwagen Flirt in einem noch zu errichtenden Betriebswerk an der Stichstrecke nach Seemühlen warten. 8,5 Millionen Euro sind für die Reaktivierung der 4,5 km langen Strecke vorgesehen. Damit könnten die Haltestellen Mastbrook und Seemühlen wie in den Planungen der vergangenen Jahre vorgesehen mit errichtet werden. Für die Haltestelle „Rendsburg Gymnasium Kronwerk“ könnte der im August 2018 angekündigte Halt am ehemaligen Bahnhof Büdelsdorf entstehen. Eine Aufnahme des Verkehrs zwischen Rendsburg und Seemühlen ist für Dezember 2026  geplant.